# Betty Boop's Big Boss
Betty Boop's Big Boss es un corto de animación estadounidense de 1933, de la serie de Betty Boop. Fue producido por los estudios Fleischer y distribuido por Paramount Pictures. En él aparece Betty Boop.

## Argumento
Betty Boop se presenta a un puesto como secretaria sin saber escribir a máquina ni tomar dictado, pero aun así es contratada.

## Producción
Betty Boop's Big Boss es la décima sexta entrega de la serie de Betty Boop y fue estrenada el 2 de junio de 1933.